# Сергеев, Александр Николаевич (литератор)
Александр Николаевич Сергеев (Сергей Александров, 18 июня 1915 — 16 ноября 2007) — советский писатель, прозаик и переводчик с казахского и уйгурского языков. Член Союза писателей СССР с 1972 года. Автор около 40 книг и сборников с его произведениями. Деятель журналистики Казахской ССР. 

## Биография
Родился 18 июня 1915 года в г. Тула. Детство и юношеские годы будущего писателя прошли в г. Петропавловске Казахской ССР.
Наборщик по профессии, в семнадцать лет стал секретарём многотиражной газеты «Полиграфист», впоследствии работал в многотиражке на строительстве Казахстанской Магнитки в г. Темиртау, был заместителем директора Карагандинской областной типографии.
В июне 1941 года уходит на фронт, где воюет на Волховском фронте, выполняя боевые задания и одновременно сотрудничая в дивизионных и фронтовых газетах.
Демобилизовавшись после лечения от тяжёлой контузии, приехал в г. Джезказган в качестве собственного корреспондента областных газет, уполномоченного областного радио.
Затем назначается главным редактором областного радио, Караганда. В 1948 году назначается главным редактором городской газеты «Балхашский рабочий».
В 1951 году, после окончания учёбы в Высшей партийной школе при ЦК КПК в г. Алма-Ате, назначается заместителем редактора областной газеты «Социалистическая Караганда».
После окончания Высшей партийной школы при ЦК КПСС в г. Москве (1955−1958 гг.) — первый заместитель редактора Республиканской газеты «Казахстанская Правда».
С 1962 года последовательно работает собственным корреспондентом газеты «Советский Патриот» по Казахстану и Киргизии, заместителем редактора журнала «Шмель», заведующим отделом литературной критики журнала «Простор», заведующим русской редакцией издательства «Жазушы».

## Творчество
Начиная с 40-х годов Сергеев А. Н. пишет и публикует в периодической печати рассказы, очерки, фельетоны. Был активным участником освоения целины, публикуя серии статей и очерков о героях целинниках (награждён медалью «За освоение целины»), писал очерки о металлургах Балхаша и Темиртау, горняках Караганды, Джезказгана, о животноводах, хлеборобах республики. По роду деятельности, Сергеев А. Н. встречается с известными журналистами, писателями, деятелями культуры, что позволяет ему собрать обширный материал для его будущих книг, открыть ранее не известные страницы отечественной истории.
Общий тираж его книг и сборников с его произведениями (около 40) приближается к 1500 000 экземпляров.
Творческая биография писателя началась в его зрелые годы, на 45-м году жизни — в 1959 году выходит его первая книга — сборник фельетонов на религиозную тему «Пастырь поневоле».
В 1964 г. в соавторстве с З. Танхимовичем публикуются исторические повести «Конец атамана» о малоизвестной операции семиреченских чекистов — ликвидации в 1921 г. в Китае последнего атамана Семиреченского казачьего войска, генерал-лейтенанта Дутова (по мотивам этого произведения был снят одноимённый фильм) и «Опасное задание» о героическом подвиге трёх гурьевских рыбаков, которые, выполняя приказ, пробрались в тыл врага и предотвратили уничтожение огромных нефтехранилищ. Вторая их совместная книга- психологический роман «Попытка к бегству», вышедшая в 1970 году, повествует о судьбах людей прямо, или косвенно связанных с церковью и религией.
С 1972 года Сергеев А. Н., являясь уже членом Союза писателей СССР, публикует сборники повестей и рассказов «Сыновья возвращаются» (1972) и «Каменный щит» (1978).
Вершиной его творчества является роман «Петербургский посол», написанный в 1980 году и рассказывающий о невероятно трудной миссии посланца императрицы Анны Иоанновны дипломата Мамета (Александра Ивановича) Тевкелева к правителю Младшего жуза хану Абулхаиру, которая положила начало сближению России и Казахстана.
Особое место в творчестве Сергеева А. Н. занимает военная тематика: документальная повесть «Встреча была неизбежной», герой которой профессиональный разведчик Калиакпар Баймуханов (в повести Клышев) успешно выполняет задания в глубоком тылу врага; повесть «Связной» о штурмане бомбардировщика, старшем лейтенанте Абсаттаре Джакупове, заброшенным на четвёртый день войны в немецкий тыл и восстановившем связь штаба Белорусского фронта с окружёнными и потерянными частями Красной Армии; повесть «Поручик Батырхан» о польском батальоне под командованием работавшего по заданию Генштаба РККА Батырхана Шайхимова; рассказы «Бой за мост», «Двое на ничейной полосе», «Удар на себя», «Неисполненный приговор» и многие другие.
Писатель не обошёл и послевоенные трудовые подвиги: повесть «Каменный щит» рассказывает о героической борьбе алматинцев с гигантским селевым потоком в урочище «Медео» в 1973 году, а роман «Возвращение к бою» о молодой казахстанской интеллигенции — рабочих, мастерах, инженерах АЗТМ.
Роман «Искупление» о периоде коллективизации и спецпереселенцев, вышедший в 1998 году был представлен на соискание Государственной премии в области литературы, удостоен литературной премии «Алаш».
Также с первых лет своей творческой деятельности Сергеев А.Н, занимался литературными переводами с казахского и уйгурского языков, публиковал свои произведения на казахском.

## Награды и признание
Награждён орденами и медалями СССР, грамотами Верховного Совета Казахской ССР, почётными грамотами.
Лауреат литературной премии «Алаш»
Являлся членом Союза писателей СССР и Республики Казахстан, Союза журналистов СССР.